# Stepánivka (Sumy)
Stepánivka (en ucraniano: Степанівка; en ruso: Степановка, romanizado: Stepánovka) es un pueblo ucraniano perteneciente al óblast de Sumy. Situado en el norte del país, es parte del raión de Sumy y centro del municipio (hromada) homónimo.

## Geografía
Stepánivka se encuentra en la margen izquierda del río Sumka, afluente derecho del río Psel, 13 km al oeste de Sumy. 

## Historia
Stepánivka fue mencionada por primera vez por escrito en 1670 y llegó a ser el centro del vólost de Stepánivka del uyezd de Sumy de la gobernación de Járkov del Imperio ruso.
Durante la Segunda Guerra Mundial, el pueblo estuvo ocupada por las tropas de la Wehrmacht entre octubre de 1941 y 1943.
En el verano de 1947, se organizó el primer equipo de fútbol en el pueblo. Stepánivka recibió el estatus de asentamiento de tipo urbano en 1968.
En 2023, Stepánivka perdió el estatus de asentamiento de tipo urbano en la legislación ucraniana debido a la eliminación de este estatus administrativo.
Tras la invasión rusa de Ucrania, Stepánivka fue ocupada por el ejército ruso en los primeros días de la guerra y siendo liberada el 4 de abril tras la retirada del ejército ruso del norte de Ucrania.

## Demografía
La evolución de la población de Stepánivka entre 1959 y 2022 fue la siguiente:
| 4002                                                          | 4443 | 5411 | 5269 | 5577 | 5549 | 5301 |
| (Fuente: Cities & Towns of Ukraine y UKRAINE: Größere Städte) |      |      |      |      |      |      |

Según el censo de 2001, la lengua materna de la mayoría de los habitantes, el 92,14%, es el ucraniano; del 4,47% es el ruso.

## Infraestructura

### Transporte
La estación de tren de Toropilivka se encuentra en el pueblo, en la línea que une Vorozhbá con Járkov a través de Sumy. Tiene acceso por carretera a Sumy y a Konotop a través de Terni.  

## Personas importantes
- Alexandr Shaparenko (1946): deportista soviético ucraniano que compitió en piragüismo en la modalidad de aguas tranquilas en los JJOO de 1968 y de 1972.
- Oleg Gúsev (1983): exfutbolista ucraniano que jugaba de centrocampista y fue internacional con la selección de fútbol de Ucrania.